# Palacio de Vladimir

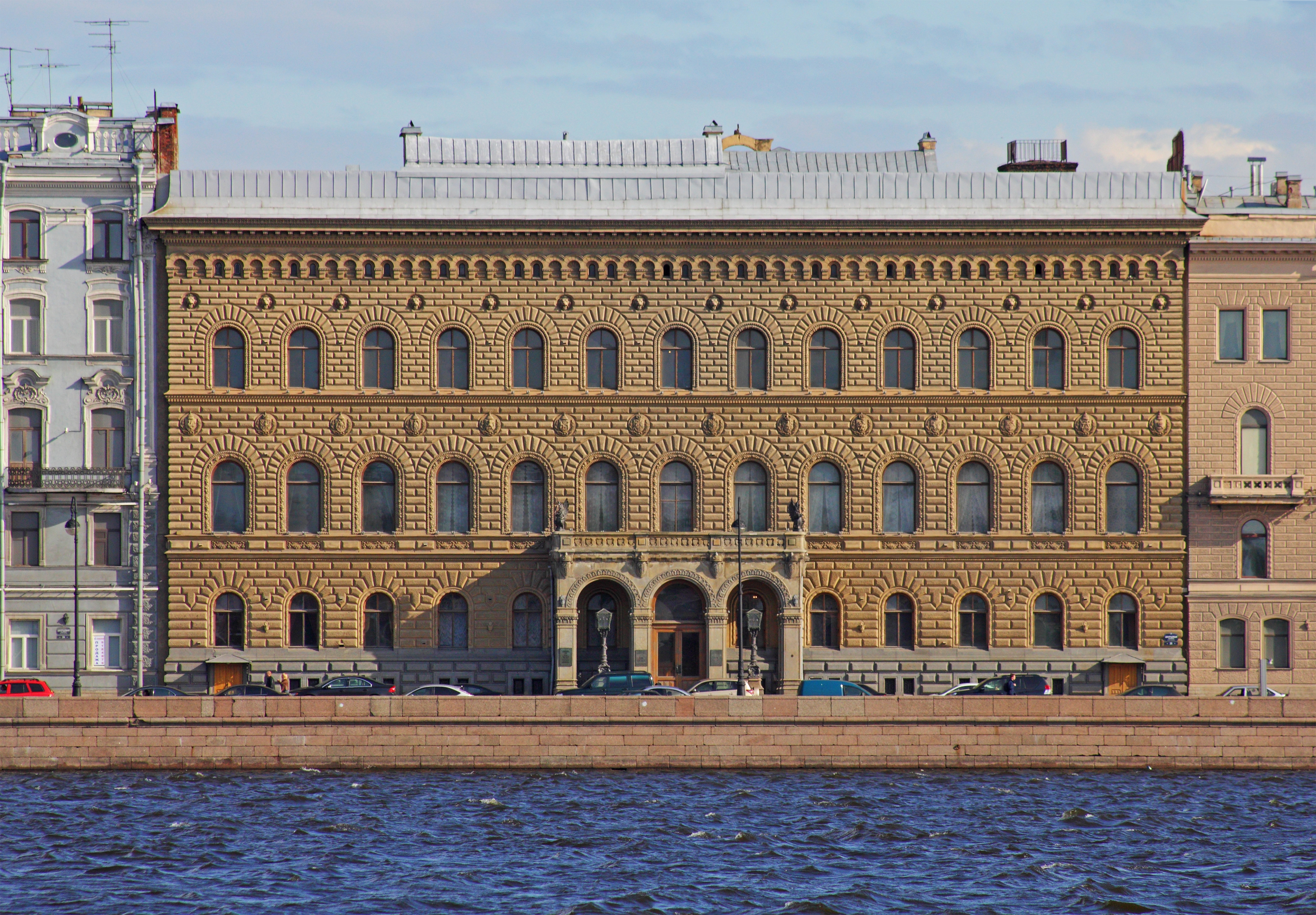
Vista desde la fortaleza de San Pedro y San Pablo

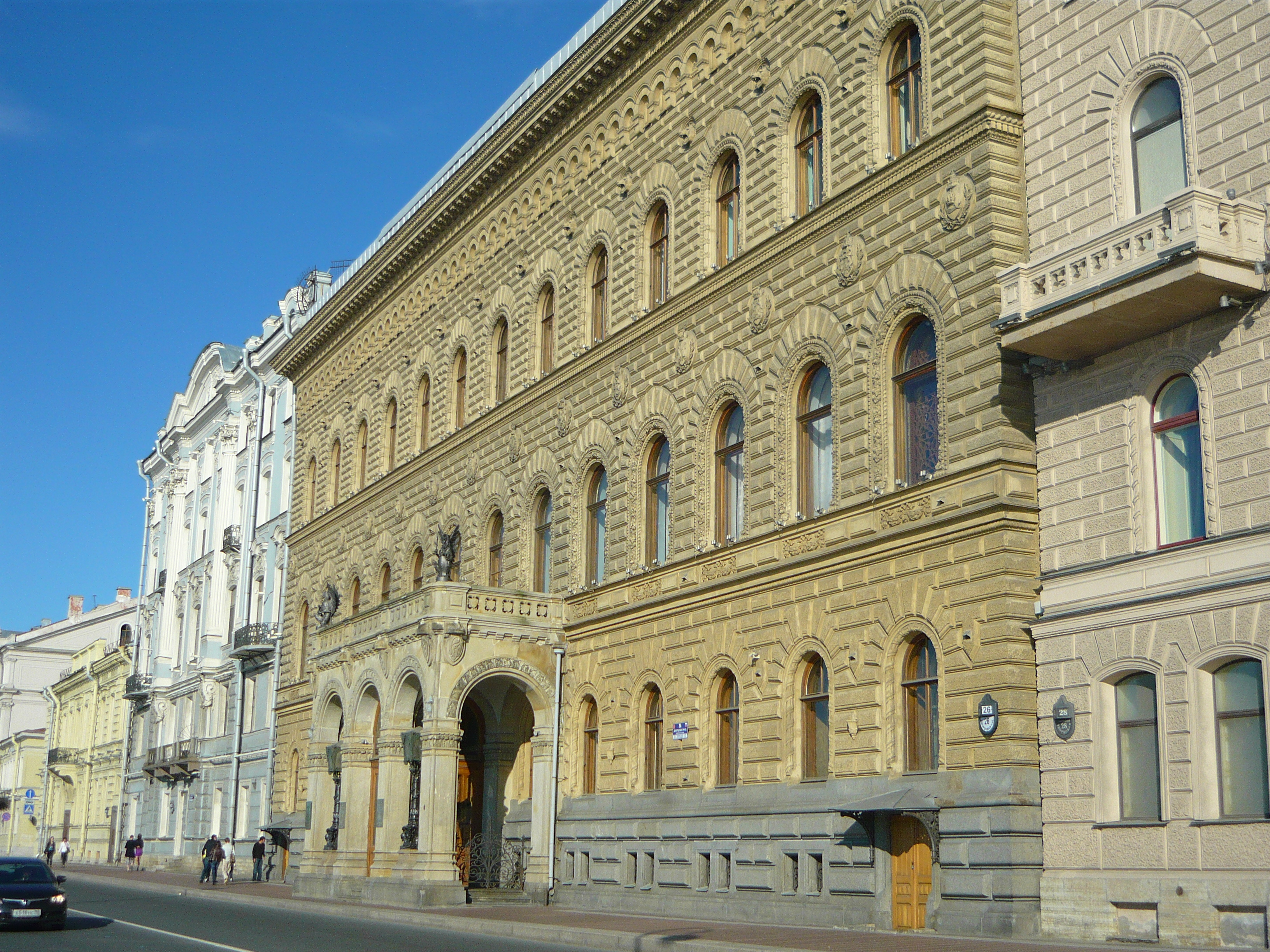
Vista en escorzo de la fachada

El palacio de Vladímir (en ruso: Влади́мирский дворе́ц, Vladímirski dvoréts) fue el último palacio imperial que se construyó en San Petersburgo, Rusia. Fue diseñado por un equipo de arquitectos (Vasili Kenel,  Aleksandr Rezánov, Andréi Huhn, Ieronim Kitner, Vladímir Shreter) para el hijo de Alejandro II de Rusia, el gran duque Vladímir Aleksándrovich de Rusia. Los trabajos de construcción se prolongaron desde 1867 hasta 1872.
Como el palacio de Invierno y el palacio de Mármol, el palacio de Vladímir tiene frente al muelle del Palacio, el frente fluvial en el río Nevá que era muy apreciado por la aristocracia rusa. La fachada, ricamente adornada con estuco con almohadillado rústico, fue modelado según los palacios de Florencia de Leon Battista Alberti. El porche principal está construido de piedra arenisca de Bremen y fue adornado con grifos, escudos de armas, y farolas de hierro fundido. Otros detalles están modelados en cemento portland.
El palacio y sus dependencias anejas tienen alrededor de 360 habitaciones, todas decoradas en estilos históricos dispares: neorrenacimiento (sala de recepción, parlor), neogótico (comedor), revival ruso (Oak Hall), rococó (sala Blanca), de estilo bizantino (estudio), estilo Luis XIV, varios estilos orientales, y así sucesivamente. Esta ornamentación interior, ampliada aún más por Maximiliano Messmacher en 1880-1892, es considerada un monumento importante a la pasión del siglo XIX por la arquitectura historicista.
Después de la Revolución de Octubre, el palacio se convirtió en el hogar de la 'Casa de los Académicos' (Дом Учёных), (nombrada por Máximo Gorki), y como consecuencia su interior se ha conservado en mayor medida que otras residencias de la familia Románov. Muchos mosaico atractivos y muchos detalles arquitectónicos interiores se han conservado. También se ha conservado gran parte de la colección de porcelana de Vladímir de finales del siglo XIX, la mayor parte fabricada en la Fábrica Imperial de Porcelana y pintadas o decoradas por sus artistas principales. La colección se ha ampliado para incluir interesante porcelana de la época soviética temprana, incluyendo figuras de Chaliapin y Nijinsky, así como jarrones y vajillas inspiradas en el constructivismo.

## Galería de imágenes

Detalles interiores
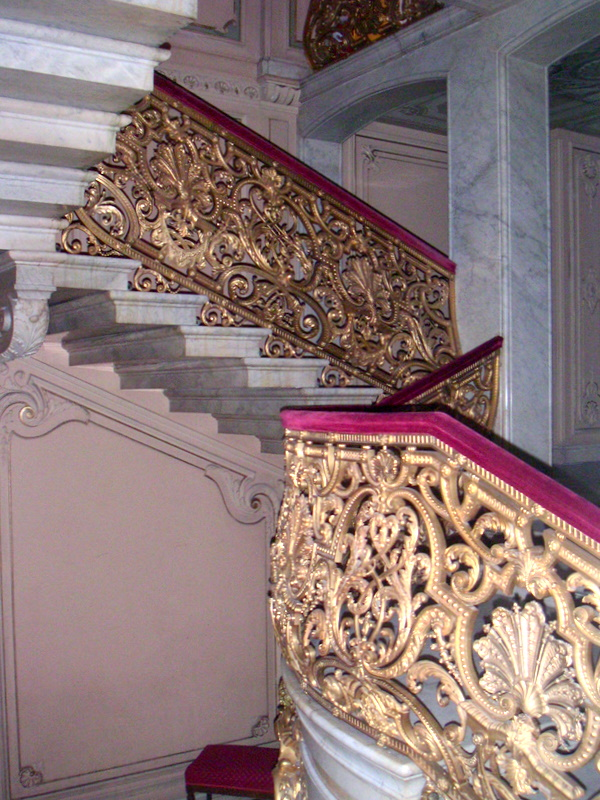
'Escalera dorada'
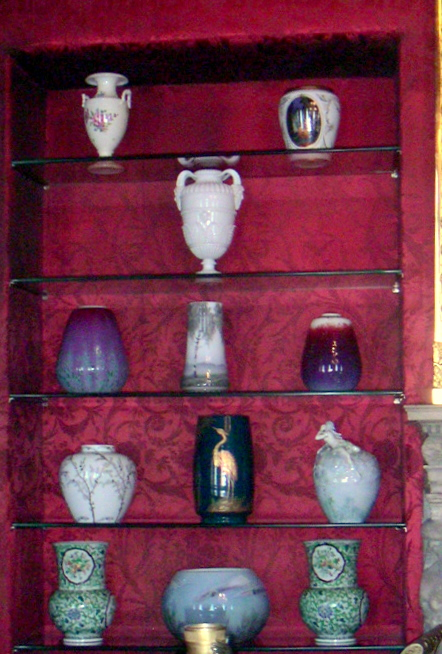
Parte de la colección de porcelana
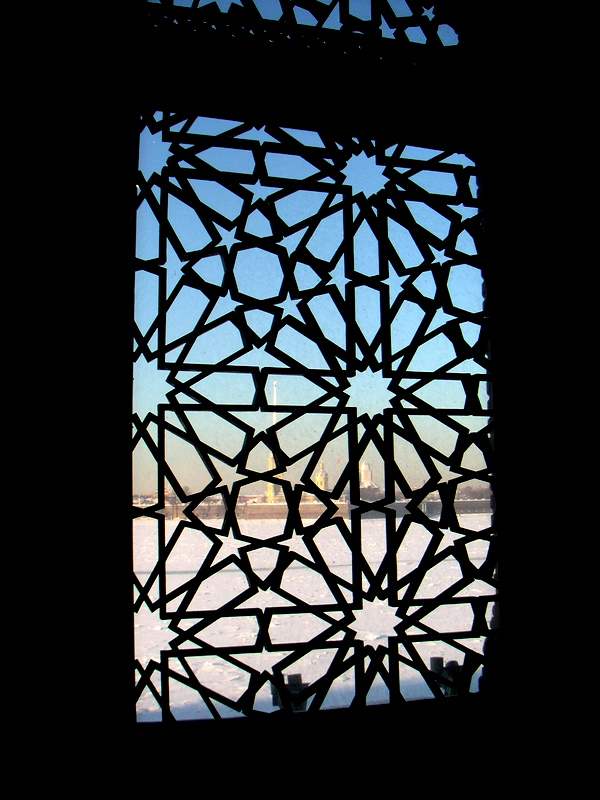
Vista hacia la fortaleza de San Pedro y San Pablo desde la Sala persa
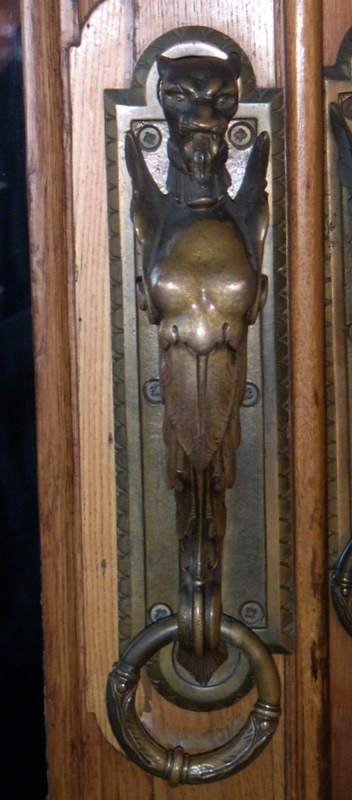
Picaporte decorativo
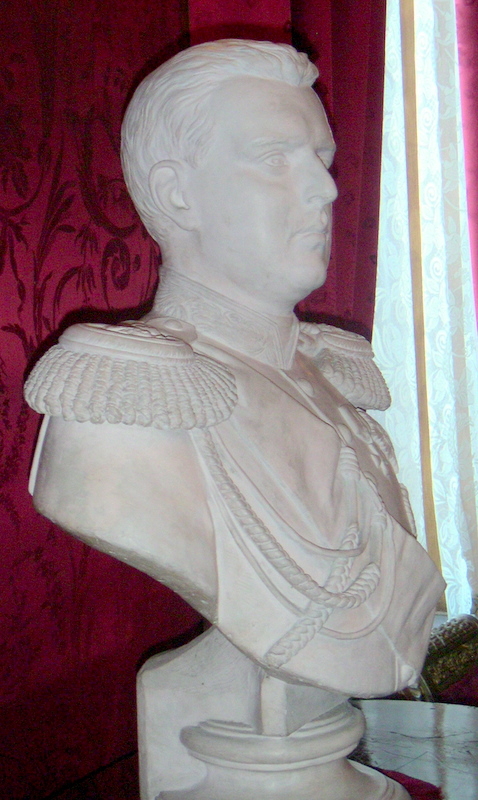
Busto del Gran Duque Vladímir
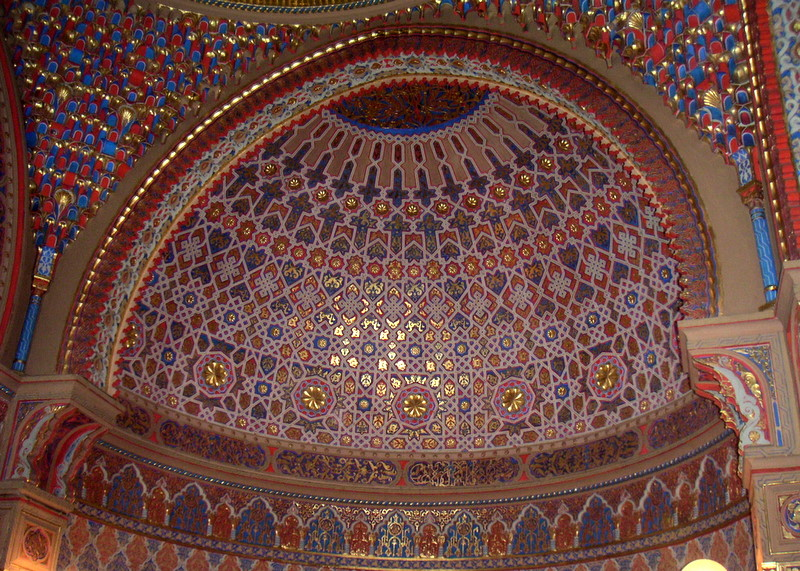
Techo de azulejos de la sala persa
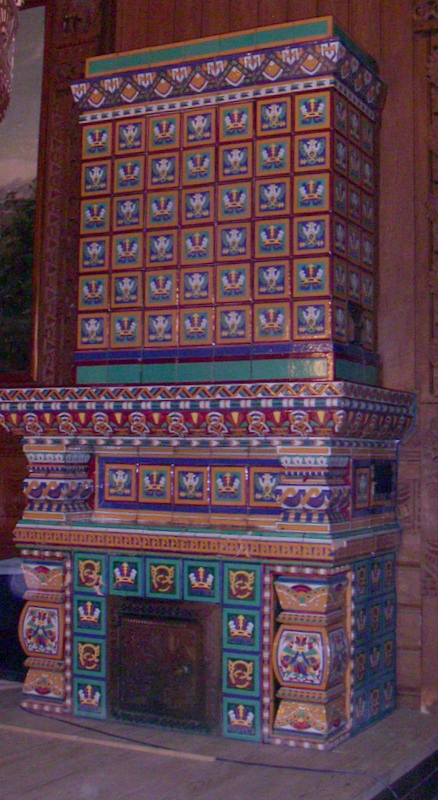
Estufa monumental en Oak Hall